# Iglesia de Santa Cruz (Soria)
La iglesia de Santa Cruz era una de las 35 parroquias con las que contaba la ciudad de Soria. Desapareció en el siglo XIX.

## Historia
La Iglesia de Santa Cruz aparecía en el censo de Alfonso X elaborado en el año 1270. Es notoria la costumbre que tuvieron los primeros pobladores de Soria de dar al nombre de su nueva parroquia el de su lugar de origen. Aunque la advocación de Santa Cruz está relativamente extendida dentro de las iglesias medievales, hay que advertir también la existencia de una localidad llamada Santa Cruz de Yanguas, en la comarca de Tierras Altas, de donde se sabe que llegaron algunos de los pobladores de la ciudad.
Fue una de las colaciones más famosas al estar aquí custodiado el rey Alfonso VIII durante su minoría de edad, motivo que valió a sus parroquianos el privilegio de elegir alcalde todos los años, frente a la alternancia que regulaba al resto de las colaciones. Aquí celebraban sus juntas los miembros del linaje de Santa Cruz, uno de los doce troncales, aquí se enterraban y en su entorno se hallaban sus casas solariegas.
En el siglo XVI era todavía iglesia importante con suntuosos enterramientos, pero un siglo más tarde la iglesia estaba ya agregada a San Pedro, por hallarse con pocas rentas, muy maltratada y desierta. En ruinas estaban también las casas del linajes principal, por haberlas desamparado los Rebolledos, uno de los vinculados al troncal de Santa Cruz, en quienes recayeron.
Sin duda en el principio de su decadencia está el hecho de que los miembros de aquel linaje decidieran trasladarse a la colegiata, como patronos de una capilla que llevaría su mismo nombre. Esto acurriría a partir de 1540 cuando Juan de Santa Cruz solicita el patronazgo de la entonces capilla de Nuestra Señora, para sí y sus sucesores.
Tuvo asociada la cercana parroquia de San Juan de los Naharros y a finales del siglo XVIII, ya en franca decadencia, ella misma fue anejada a la colegial de San Pedro. El abandono definitivo del culto, o al menos el mantenimiento del edificio, debió llevarse a cabo al concluir el primer cuarto del siglo XIX, pues de los varios libros de esta parroquia que se custodian en el archivo de la concatedral,uno, de fábrica, se inicia en 1642 y concluye en 1826.
A mediados de ese mismo siglo todavía quedaban restos a la derecha del camino que sube de la colegiata a la ermita del Mirón, Así se refleja también en el posible que Ramírez Rojas llegara a ver todavía algún paramento entre las ermitas e iglesias abandonadas que ubica, de forma genérica en las laderas del Mirón.

## Descripción
Era una pequeña iglesia, como casi todas las parroquias que aparecían en el censo de Alfonso X elaborado en 1270, de estilo románico. 
Hoy todavía conserva aquel camino el nombre, delimitando por poniente un modesto barrio cuya casa más septentrional debe coincidir con el solar de la iglesia. En los muros de esta vivienda se ve algún sillar con marca de cantero y dos estelas discoideas flanquean la entrada, aparecidas en el cementerio que se encuentra allí mismo, aunque existen contradictorias noticias que la hacen provenir del entorno de la iglesia de Renieblas.
De esta parroquia proviene un Lignum Crucis muy particular por su magnitud y adorno depositado en la actualidad en la Concatedral, no habiendo noticia alguna de quién lo dio en los papeles de la Iglesia. Se sabe que la reliquia de la Santa Cruz regresó a Soria en 1522, cuando el Papa Adriano VI la requirió para venerarla devolviéndola al año siguiente. Esta es la mención más antigua de esta reliquia. En el año 1968 se realizó un paso para la Semana Santa que porta dicha reliquia y es sacado en procesión el Viernes Santo por la Cofradía del Santo Entierro de Cristo.